# Johannes Agricola medytuje
Johannes Agricola medytuje (ang. Johannes Agricola in Meditation) – wiersz Roberta Browninga, ogłoszony w 1836 roku. Utwór został wydrukowany w czasopiśmie The Monthly Repository i opatrzony kryptonimem Z.

## Charakterystyka ogólna
Utwór liczy sześćdziesiąt wersów. Początkowo stanowił parę z bliźniaczym wierszem Kochanek Porfirii (Porphyria's Lover) pod wspólnym tytułem Madhouse Cells (Cele w domu wariatów).

## Forma
Poemat został napisany wierszem jambicznym czterostopowym, ujętym w sekwencje ababb, choć zazwyczaj zapisywanym bez podziału na strofy
There’s heaven above, and night by night,
I look right through its gorgeous roof;
No suns and moons tho’ e’er so bright
Avail to stop me; splendour-proof
I keep the broods of stars aloof:
Ten rodzaj wiersza (tetrametr) jest bardzo popularny w poezji angielskiej. Używali go między innymi William Szekspir (Sonet 145: Those lips that Love's own hand did make), Christopher Marlowe (The Passionate Shepherd to His Love: Come live with me and be my love), Andrew Marvell (Bermudas), Samuel Butler (Hudibras), George Gordon Byron, The giaour, John Keats (La belle dame sans merci), Henry Wadsworth Longfellow (Excelsior) i T.S. Eliot (Hipopotam). Jest on też wykorzystywany na szeroka skalę w poezji polskiej (między innymi u Adama Asnyka, Jana Kasprowicza, Kazimierza Przerwy-Tetmajera, Bolesława Leśmiana i Zbigniewa Herberta). Poza tym jest podstawowym wzorcem w poezji rosyjskiej (u Aleksandra Puszkina i popularnym formatem w liryce czeskiej (u Karela Hynka Máchy i Vladimíra Holana.

## Treść
Wiersz jest monologiem dramatycznym wypowiadanym przez szesnastowiecznego niemieckiego teologa protestanckiego, bliskiego współpracownika Marcina Lutra i Filipa Melanchtona. W ujęciu Browninga Johannes Agricola wierzy w doktrynę o predestynacji tak mocno, że – uważając się za wybranego przez Boga i tym samym zawczasu zbawionego – uznaje się za bezgrzesznego. Bohater mówi wprost:
I have God’s warrant, could I blend
All hideous sins, as in a cup,
To drink the mingled venoms up,
Secure my nature will convert
The draught to blossoming gladness fast
Bohater wierzy oczywiście w swoją nieomylność i oczyma duszy widzi potępienie katolików, pokładających nadzieję w tradycyjnej obrzędowości. Poemat Browninga jest studium fanatyzmu religijnego, bardzo aktualnym i dzisiaj.

## Znaczenie
Wiersz o Johannesie Agricoli jest jednym z pierwszych wiktoriańskich monologów dramatycznych, obok utworu Alfreda Tennysona Święty Szymon Słupnik. Gatunek ten stał się podstawową formą wypowiedzi Browninga, który użył jej między innymi w tomie Mężczyźni i kobiety i w poemacie Pierścień i księga. W dwudziestym wieku do tradycji monologu dramatycznego Browninga i Tennysona nawiązał T.S. Eliot, tworząc miedzey innymi Wędrówkę trzech króli.

## Przekłady
Fragment poematu przełożyła Hanna Bartoszewicz, całość – pod tytułem Jan Agrykola medytuje – Wiktor Jarosław Darasz.